# Autumn de Wilde
Autumn de Wilde (* 21. Oktober 1970 in Woodstock, New York, Vereinigte Staaten) ist eine US-amerikanische Fotografin und Regisseurin. Bekannt ist sie für ihre Arbeit mit Musikern im Bereich der Porträt- und der Werbefotografie sowie ihre filmische Arbeit, vor allem Musikvideos und Werbefilme, aber seit Emma auch fürs Kino. Sie arbeitet mit der US-amerikanischen Produktionsgesellschaft Anonymous Content zusammen.

## Leben
Autumn de Wildes Vater, der Fotograf Jerry de Wilde (* 1938), heiratete ihre Mutter Mary 1969 in Los Angeles. Er arbeitete beim Monterey Pop Festival, in der Werbebranche mit Tony Scott, Ridley Scott, Vilmos Zsigmond und Allen Daviau unter anderem für Chrysler, Dr Pepper Company, The Coca-Cola Company und IBM. Von ihm lernte Autumn de Wilde Fotografieren. Sie arbeitete als Werbefotografin, unter anderem für das US-amerikanische Modemarke Rodarte, als Regisseurin für Musikvideos und als Fotografin für diverse Musiker. Sie veröffentlichte mehrere Bände mit Fotografien von Musikern, z. B. von The White Stripes, Beck und Elliott Smith. Sie gestaltete auch diverse Cover für deren Alben. Im Februar 2020 kam ihr Film Emma nach dem Roman von Jane Austen ins Kino, ihre erste abendfüllende Regiearbeit.
Autumn de Wilde war mit dem Schlagzeuger Aaron Sperske verheiratet. Ihre gemeinsame Tochter Arrow de Wilde ist Sängerin der US-amerikanischen Band Starcrawler aus Los Angeles.

## Bibliographie (Auswahl)
- The White Stripes: Under Great White Northern Lights,  2010, ISBN 978-0-8118-7223-2
- Beck, Chronicle Books, 2011, ISBN 978-0-8118-6952-2
- Death Cab for Cutie, Chronicle Books, 2011, ISBN 978-0-8118-6951-5
- Elliott Smith, Chronicle Books ISBN 978-0-8118-5799-4

## Filmographie
- Emma, 2020 (Regie)

## Videographie (Auswahl)
- Son of Sam, Elliott Smith, 2000
- Rise up with Fists, Jenny Lewis, 2008
- Cath..., Death Cab for Cutie, 2008
- Old enough, The Raconteurs, 2008
- Salute Your Solution, The Raconteurs, 2008
- How the day sounds, Greg Laswell, 2008
- Big Wave, Jenny and Johnny, 2011
- Life is Life, Noah and the Whale, 2011
- Bam Bam, King Charles, 2011
- Mississippi Isabel, King Charles, 2011
- Lying to you, Keaton Henson, 2013
- High Heel Leather  Boots, Baby Bee, 2013
- As long as we’re together, The Lemon Twigs, 2016
- Ants, Starcrawler, 2017
- I love LA, Starcrawler, 2017
- Big God, Florence + the Machine, 2018
- King, Florence + the Machine, 2022
- Heaven is here, Florence + the Machine, 2022
- My Love, Florence + the Machine, 2022

## Albumcover (Auswahl)
- Figure 8, Elliott Smith, 2000
- Broken Boy Soldiers, The Raconteurs, 2006
- Wilco (The Album), Wilco, Nonesuch Records, 2009
- Last Night on Earth, Noah and the Whale, 2011
- L.I.F.E.G.O.E.S.O.N., Noah and the Whale, 2011 (Single)
- Tonight’s the Kind of Night, Noah and the Whale, 2011 (Single)
- A Very She & Him Christmas, She & Him, 2011
- A Wasteland Companion, M. Ward, 2012
- Picture Show, Neon Trees, 2012
- Volume 3, She & Him, 2013
- Where does this Door go, Mayer Hawthorne, 2013
- Because the Internet, Childish Gambino, 2013
- Nocturnal, Yuna, 2013
- The Shaker, Baby Bee
- What a terrible world, what a beautiful word, The Decemberists 2015